# Średniak (Karkonosze)
Średniak (niem. Mittelberg, 950 m n.p.m.) – szczyt w Karkonoszach, w obrębie Lasockiego Grzbietu.
Położony jest w północnej części Lasockiego Grzbietu, w krótkim bocznym ramieniu, odchodzącym od Łysociny ku północy, które kończy się Grabiną. Od zachodu, od Kowarskiego Grzbietu oddziela go dolina Jedlicy, a od wschodu od Sulicy dolina Jeleniej Strugi. Obie doliny są głęboko wcięte i mają strome zbocza.
Zbudowany ze skał metamorficznych wschodniej osłony granitu karkonoskiego – głównie gnejsów i łupków łyszczykowych z wkładkami amfibolitów.
Wierzchołek i stoki porośnięte górnoreglowymi lasami świerkowymi.
Tuż pod szczytem, od południa biegnie serpentynami szosa z Przełęczy Kowarskiej lub Lubawki przez Rozdroże Kowarskie na Przełęcz Okraj.
Na południe od wierzchołka biegnie  żółty szlak turystyczny z Przełęczy Kowarskiej na Przełęcz Okraj oraz   niebieski szlak z Lubawki Kowarskie na Przełęcz Okraj.

## Por.
Średniak (Lasocki Grzbiet)